# Historie Duny: Služebnický džihád
Historie Duny: Služebnický džihád (v originále Dune: The Butlerian Jihad, 2002) je sci-fi román amerických spisovatelů Briana Herberta a Kevina J. Andersona. Tito spisovatelé se rozhodli rozvinout nedokončenou románovou sérii o pouštní planetě Arrakis, nazývané Duna, kterou vytvořil Frank Herbert, otec Briana Herberta. Historie Duny: Služebnický džihád je první díl trilogie, která se odehrává v dávné minulosti vůči prvnímu dílu série Duna (Dune, 1965), přibližně před 10.400 lety.
Příběh pojednává o počátku nesmiřitelné války mezi Ligou vznešených – planetami svobodných lidí, a Synchronizovanými světy – planetami ovládanými myslícími stroji. Hlavními hrdiny války jsou Vorian Atreides a Xavier Harkonnen, kteří bojují bok po boku jako nejvěrnější přátelé – přestože později mezi jejich potomky bude panovat zničující nenávist.

## Uspořádání
Historie Duny nás zavádí do značně odlišně uspořádaného vesmíru oproti původní Duně, proto na začátku stručně uvádí, v jakém stavu se budoucí Impérium nachází.
Asi 1000 let před událostmi Historie Duny se zhroutilo tzv. Staré impérium, v němž lidé zlenivěli, přestali dbát na svou obranu a byli ovládnuti pouhou dvacítkou lidí, kteří s pomocí myslících strojů získali absolutní nadvládu. Pojmenovali se Titáni a postupně se jeden po druhém nechali přetvořit na "kymeky", mohutná mechanická těla, ovládaná mozkem Titána. Tak si chtěli zajistit možnost žít a vládnout navěky. Vůdcem Titánů byl vizionář Tlaloc, který však zahynul při nehodě, a proto se do jejich čela postavil nejbojovnější z nich, generál Agamemnon - všichni Titáni totiž odložili svá lidská jména a pojmenovali se podle hrdinů z lidské historie a mytologie.
Věk nadvlády Titánů však trval jen asi sto let. Poté jeden z nich, Xerxes, povolil myslícím strojům vyšší přístupová práva a všichni Titáni a jimi podmaněné světy byly ovládnuty počítačovou všemyslí, která sama sebe pojmenovala Omnius. Ze všech Titánů unikla Omniovi pouze jediná, Hekaté, která se ztratila ve vzdáleném vesmíru. Zbylí Titáni sice nemohli být Omniem zabiti díky nezrušitelnému příkazu v Omniově programu, ale sami mají jen malou moc a podléhají Omniově nadvládě. Tajně však proti němu připravují vzpouru, protože je ale Omnius téměř všude může sledovat, její příprava je velmi nesnadná.
Nyní, o 1000 let později, je značná část známého vesmíru ovládána Omniem a jeho myslícími stroji. Tato část se označuje jako Synchronizované světy. Jejich centrem je planeta Corrin. Lidí na Synchronizovaných světech žije poměrně málo a většina z nich slouží Omniovi jako otroci. Omnius si sice v zásadě přeje vyhladit veškeré lidstvo, ale zároveň mu lidé slouží jako prostředek k sebevylepšování. Některým jeho nejvěrnějším poddaným je dovoleno prodělat proměnu, kterou kdysi absolvovali Titáni, tedy nechat svůj mozek voperovat do mechanického těla a stát se tak neo-kymeky. Původních Titánů už žije jen šest, ostatní padli v nesčetných bitvách, která bylo třeba vybojovat. Jejich vůdcem je stále Agamemnon, jehož syn, Vorian Atreides, je jedním z nejvěrnějších Omniových služebníků a prahne po tom, aby mu bylo dovoleno stát se jednou kymekem a statečně bojovat jako jeho otec. Zatím spolu s robotem Seuratem pilotuje jednu z aktualizačních lodí, které putují mezi jednotlivými Synchronizovanými světy a udržují tak Omniovu všemysl jednotnou. Za své věrné služby je mu dovoleno podstoupit kompletní (a značně bolestivou operaci), díky níž může žít stovky let.
Vedle Synchronizovaných světů zůstávají některé planety nepodmaněné, označují se jako Liga vznešených. Za jejich centrum je považována Salusa Secundus, ovládaná rodem Služebníků, avšak Liga vznešených není příliš jednotná a stmeluje je dohromady vlastně jen Omniova hrozba. Ochranu jim zajišťují speciální silové štíty, vynalezené vědcem Tio Holtzmannem, který v současné době žije na Poritrinu. Pokud se štítem pokusí proniknout robot, štít zničí jeho gelové obvody. Reálné ohrožení proto představují pouze kymekové, kteří jsou ovládáni lidským mozkem a gelové obvody nemají.
Významnou sílu představují čarodějky z Rossaku. Rossak je planeta, na níž se kvůli zvýšené radioaktivitě a přírodním jedům rodí vysoké procento deformovaných lidí, ale u některých žen se vyvinuly telepatické schopnosti, které umožňují sebevražedným útokem zničit mozky všech kymeků, kteří jsou na dosah. Vůdkyní čarodějek je Zufa Cenva, sebevědomá, nelítostná žena.
V této době ještě neexistuje Kosmická gilda, takže putování mezi jednotlivými světy trvá řádově několik měsíců a komunikace mezi planetami je tak velmi pomalá.
Kromě Synchronizovaných světů a Ligy jsou lidmi osídleny i některé nepřipojené planety, mezi něž patří například Tlulax, osídlená Tlulaxany (později známými jako Tleilaxané), tajnůstkářským lidem, který provádí četné genetické pokusy. Mezi nepřipojenými planetami je též Arrakis, řídce osídlená pouštní planeta, jejíž zensunnitské obyvatelstvo se drží na útesech, protože život v poušti považuje vzhledem k písečným červům a nepříznivým podmínkám za nemožný.

## Příběh
Po mnoha desítkách let relativního míru náhle zaútočí Omniova armáda s obrovskou silou na Salusu Secundus. Několika kymekům se podaří proniknout na povrch planety a zničit vojenské vedení planety. Poté se pokoušejí probít ke generátoru štítového pole, po jehož deaktivaci by mohly Omniovy síly napadnout celou planetu. Na odpor se jim však postaví statečný mladý bojovník Xavier Harkonnen, který se vzhledem ke smrti hlavních generálů v okamžiku stane nejvyšším velitelem. Svolá proto vojsko k boji a za cenu těžkých ztrát se mu podaří kymeky vyhnat a Omniův útok selže. Xavier je po útoku vyznamenán za statečnost a sblíží se Serenou Služebnicí, dcerou saluského vládce Maniona Služebníka.
Po nějaké době Omnius napadne a dobude Giedi Primu, když se mu podaří zničit štítový generátor. Serena Služebnice, která má stále pocit, že jako budoucí vládkyně vykonává příliš málo pro Ligu vznešených, se uchýlí k zoufalému kroku – s malou skupinou pronikne na Giedi Primu, kde se pokusí znovu zprovoznit štítový generátor. Zároveň vyzve Xaviera, aby zkonsolidoval útok a dobyl Giedi Primu zpět. Plán se podaří naplnit, Omnius na Giedi Primě je zničen, avšak Serena je během útoku zajata a unesena na Zemi, kde se stane otrokyní robota Erasma.
Erasmus kdysi dávno uvízl na několik let v puklině v zemi, takže byl považován za ztraceného a nebyl jako ostatní roboti synchronizován s Omniem. Proto projevuje jistou individualitu a jeho cílem je pochopit lidskou duši a jedinečnost. Omnius jeho výzkumu nebrání, protože doufá, že Erasmovy objevy napomohou k definitivnímu přemožení lidstva. Erasmus pro své experimenty používá nesmírně kruté pokusy, protože lidé pro něj nejsou víc než laboratorní objekty. Serena však u něj zpočátku požívá zvláštní přízně, jelikož si Erasmus uvědomuje sílu její osobnosti. Během svého zajetí porodí Xavierova syna, jejž pojmenuje po svém otci Manion. Erasmus ji později sterilizuje, aby už nemohla mít další potomky.
Se Serenou se na Zemi seznámí i Vorian Atreides, který k ní od počátku cítí zvláštní přitažlivost – přestože jím Serena pohrdá, protože je služebníkem robotů. Mimoděk ho přiměje k tomu, aby si prostudoval historii válek kymeků proti lidstvu. Vorian tak zjistí, že jeho otec Agamemnon nebyl válečný hrdina, za nějž jej považoval, ale krutovládce a vrah. Postupně se tak začne přiklánět na stranu Ligy a Sereny.
Erasmus se pokouší Omniovi dokázat, že otroci na Zemi nejsou zdaleka tak loajální a že lidem není nikdy možno důvěřovat. Proto rozešle „tajné“ zprávy některým vůdcům, které Omnius považuje za zcela oddané, a rozhlásí mezi nimi, že na Zemi existuje tajná organizace proti Omniovi. Někteří lidé tomu uvěří a začnou zprávy spontánně šířit dál.
Jednoho dne Erasmus jako součást pokusu zavraždí Serenina syna, Serena ho však překvapí nesmírnou zuřivostí, s níž se vrhne na jeho domácnost, a když to zjistí přihlížející otroci, považují to za impulz k vyvolání připravovaného povstání, které se promění v celoplanetární konflikt, a zahájí tak nesmiřitelnou válku proti Omniovi, která je na Sereninu počest označována jako Služebnický džihád. Do jeho čela se postaví vedle Sereny Iblis Ginjo, jeden za zdánlivě nejvěrnějších otroků. K nim se připojí i Vorian Atreides, který se konečně rozhodne stát na straně lidí. Společně uniknou na Salusu Secundus, kde žádají Ligu o pomoc pro pozemské povstalce. Než se však podaří vojska shromáždit, povstání na Zemi je poraženo, a proto se Liga uchýlí k pomstychtivému kroku a zlikviduje celý zemský povrch atomovými zbraněmi. Podaří se uniknout pouze Erasmovi, který prchne na Corrin, centrum Synchronizovaných světů.
Na Saluse vyjde najevo, že Xavier Harkonnen považoval Serenu za mrtvou, a proto se mezitím oženil s její mladší sestrou Oktou, s níž má několik dcer. Po Serenině návratu cítí hořkost a také jeho vztahy s Vorianem nejsou zpočátku příliš dobré, přestože oba Serenu svým způsobem milují. Serena se stane symbolem Služebnického džihádu, po bok se jí postaví Iblis Ginjo ve funkci nejvyššího patriarchy – postupně se ukazuje, že jde o mocichtivého a bezskrupulózního muže.
Kromě hlavního příběhu se seznamujeme s některými vedlejšími postavami na jiných planetách:
- Na Arrakis poznáváme Selima Jezdce, který je vyhnán za své komunity za vykonstruovaný zločin do pouště, kde jako první ovládne schopnost jízdy na červu. Postupně k sobě shromáždí další vyhnance a založí ve staré biologické základně první klasický fremenský síč.
- Na Arrakis se objeví také Tlulaxan Tuk Keedair, který se živí jako lovec lidí, které dodává jako otroky pro některé planety Ligy nebo je Tlulaxané tajně nechávají rozřezat na orgány, jež potom rovněž prodávají Lize – avšak vydávají je za produkty svých orgánových farem. Keedair se seznámí s geriatrickými a posilujícími účinky melanže a rozhodne se přeorientovat svůj obchod tímto směrem. Proto se spojí s Aureliem Venportem, bohatým obchodníkem z Rossaku (milencem vůdkyně rossackých čarodějek Zufy Cenvy), který se už léta živí obchodem s různými drogami, jež se na Rossaku nacházejí. Společně založí společnost Ven-Kee Enterprises, která začne exportovat melanž mezi planatami Ligy. Novinka si rychle získá oblibu a oba obchodníci nesmírně zbohatnou.
- Zufa Cenva touží po dceři, která by po ní převzala její psychické dovednosti. Její jedinou dcerou je však Norma Cenva, deformovaná trpaslice, která žádné telepatické schopnosti nemá, avšak už od dětství projevuje obdivuhodné matematické nadání. Na Venportovu přímluvu je proto poslána na Poritrin, aby se stala laborantkou geniálního (ale také velmi egoistického) vědce Tia Holtzmanna. Tomu se s Norminou pomocí podaří vylepšit štíty, které se stanou neprůchodné nejen pro gelové obvody, ale pro všechny rychle se pohybující předměty (tedy klasické štíty, jak je známe z Duny). Sama Norma pozměněním štítů vytvoří suspenzory k nadnášení předmětů a luminy, samodobíjecí světelné zdroje, nadnášené suspenzory. Zároveň zjistí, že po průchodu laseru štítem dojde k výbuchu ohromných rozměrů, a v poslední chvíli tak zabrání tragédii – avšak také si tím znepřátelí Tia Holtzmanna.
- Omnius se jednoho dne rozhodne vyslat sondy s vlastní inkarnací daleko do neznámého vesmíru. Přestože mnohé z nich jsou zřejmě ihned zničeny (jako jedna z nich, která přistane na Arrakis), některé mohou najít svůj cíl, a Omnius tak nemůže být zcela zničen.

## Česká vydání
Román vyšel v češtině v r. 2003.